# Katrin Petzold
Kathrin Petzold ist eine ehemalige deutsche Handballspielerin.

## Vereinskarriere
Katrin Petzold spielte beim TSC Berlin in der höchsten Spielklasse der Deutschen Demokratischen Republik, der Oberliga.

## Nationalmannschaft
Im Aufgebot der Junioren-Nationalauswahl der DDR stand sie vom 19. bis 30. Oktober 1985 bei der V. Juniorinnen-Weltmeisterschaft in Südkorea, wo das Team den vierten Platz belegte. Für die ostdeutsche Nationalmannschaft des DHV nahm sie an der Weltmeisterschaft 1990 in Südkorea teil und wurde mit dem Team Dritte.